# Antonio Barragán
Antonio Barragán Fernández (ur. 12 czerwca 1987 w Pontedeume) – hiszpański piłkarz występujący na pozycji obrońca w hiszpańskim klubie Real Betis. Były młodzieżowy reprezentant Hiszpanii.

## Kariera klubowa

### Liverpool
Barragán podpisał kontrakt z Liverpoolem w lipcu 2005 w wieku 18 lat. W klubie z Anfield grał przez rok, głównie w rezerwach. W pierwszej drużynie wystąpił tylko raz, gdy wszedł na boisko za Fernando Morientesa w meczu Ligi Mistrzów przeciwko CSKA Sofia.

### Deportivo de La Coruña
4 sierpnia 2006 roku podpisał pięcioletni kontrakt z klubem La Ligi, Deportivo de La Coruñą. Kosztował klub milion euro. Kariera Barragána dobrze się rozpoczęła. Przez pierwsze osiem spotkań grał w pierwszym składzie i trafił bramkę Realowi Sociedad.
Deportivo rozwiązało kontrakt bez zgody piłkarza w 2008 roku. Barragan pozwał klub do sądu o odszkodowanie w wysokości 400 tysięcy euro. Deportivo zdecydowało się zaniechać poprzednią decyzję i przywrócić go do składu. Antonio opuścił Deportivo latem 2009 roku.

### Real Valladolid
W czerwcu 2009 roku podpisał trzyletni kontrakt z Realem Valladolid. W tym klubie zagrał dwa sezony.

### Valencia
30 sierpnia 2011 roku Valladolid ogłosiło, że Barragan przeniesie się do Valencii za 1,5 miliona euro.